# Petar Pavlović (cầu thủ bóng đá, sinh 1987)
Petar Pavlović (Петар Павловић; sinh ngày 3 tháng 3 năm 1987 ở Raška) là một cầu thủ bóng đá Serbia thi đấu cho Metalac Gornji Milanovac.